# Верхнее Вуопаярви
Верхнее Вуопаярви — пресноводное озеро на территории Луусалмского сельского поселения Калевальского района Республики Карелии.

## Общие сведения
Площадь озера — 5,4 км², площадь водосборного бассейна — 35,6 км². Располагается на высоте 140,3 метров над уровнем моря.
Форма озера продолговатая: оно вытянуто с северо-запада на юго-восток. Берега изрезанные, каменисто-песчаные, местами заболоченные.
Через озеро протекает река Нижняя Вуопа, впадающая в озеро Нижнее Куйто.
В озере расположено не менее пяти небольших безымянных островов.
Код объекта в государственном водном реестре — 02020000811102000004937.